# Отравление королевы Боны
«Отравление королевы Боны» (пол. Otrucie królowej Bony) — картина польского художника Яна Матейко на исторический сюжет, созданная в 1859 году. Хранится в Национальном музее в Кракове.

## Описание и судьба картины
На картине изображена вдовствующая королева Польши Бона Сфорца, которая, по некоторым данным, была отравлена в Бари собственным врачом, подкупленным Габсбургами. Матейко изобразил тот момент, когда врач подаёт королеве бокал. По другую сторону от Боны стоит её фрейлина, на заднем плане видны двое наблюдателей, приподнявших портьеру, чтобы видеть происходящее.
«Отравление королевы Боны» стало первой зрелой работой Матейко. Художник написал её в 1859 году, в возрасте 21 года, причём начал работу во время учёбы в Мюнхенской академии изобразительных искусств. Он использовал исторические реквизиты, стремясь к точности в каждой детали, а лицо Боны писал с женщины, снимавшей квартиру в одном с ним доме (рисунки модели сохранились). В картине заметно влияние Поля Делароша. На выставке Общества друзей изящных искусств Матейко получил за «Отравление» бронзовую медаль.
Со времен Второй мировой войны картина считалась утраченной. Она появилась на публичном аукционе в 1996 году и была куплена Национальным музеем в Кракове. Выяснилось, что полотно украли из частной коллекции, владелец которой не заметил пропажу из-за провалов в памяти. Воров нашли спустя три года, а коллекционер передал Национальному музею все свои картины. «Отравление королевы Боны» выставлено в доме Яна Матейко в Кракове.